# الون آرمسترانگ
الون آرمسترانگ (انگلیسی: Alun Armstrong؛ زادهٔ ۱۷ ژوئیهٔ ۱۹۴۶) بازیگر اهل بریتانیا است. وی از سال ۱۹۷۱ میلادی تاکنون مشغول فعالیت بوده‌است.
از فیلم‌ها یا برنامه‌های تلویزیونی که وی در آن نقش داشته‌است، می‌توان به در بستر هم‌آغوشی، قدیس، شجاع‌دل، اسلیپی هالو، ون هلسینگ، اراگون، بازگشت مومیایی، کارتر را بگیرید، الیور توئیست، گل‌های هریسون، بازی پاتریوت، کرول، همه چیز درباره عشق است، یک ماجراجویی کاملاً بزرگ، هلیم، آنگین، قصه‌گو، بهشت پیدا شد و ترفندهای نو اشاره کرد.